# Kamerun
Kamerun, plným názvem Kamerunská republika, je prezidentská republika v rovníkové Africe. Leží u Guinejského zálivu, mezi Nigérií, Čadem, Středoafrickou republikou, Republikou Kongo, Gabonem a Rovníkovou Guineou. Hlavní město Kamerunu je Yaoundé, avšak největším městem je Douala. V roce 2020 zde žilo asi 26,5 milionů obyvatel.

## Historie

Územní vývoj Kamerunu (1901–1962)

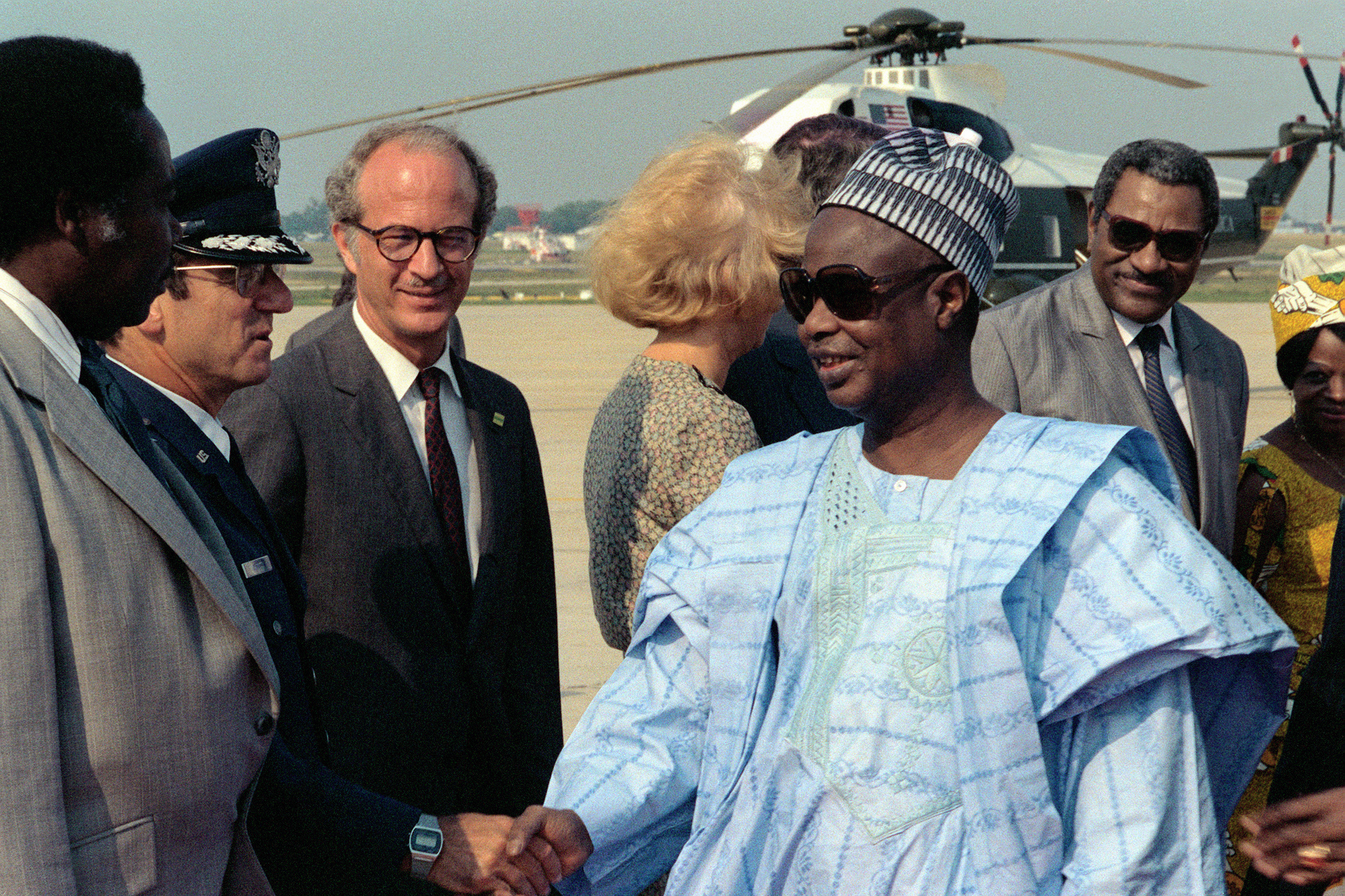
Ahmadou Ahidjo ve Washingtonu, D.C., červenec 1982

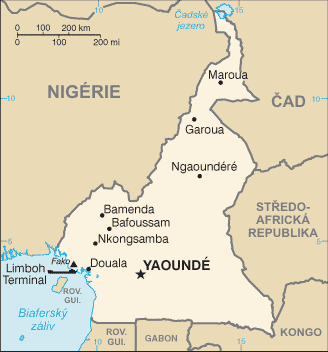
Mapa Kamerunu

Název země pochází z označení Rio dos Camarões („řeka krevet“), které dal řece Wouri roku 1472 portugalský mořeplavec Fernão do Pó podle hojného výskytu korýšů druhu Lepidophthalmus turneranus.
V letech 1884–1919 bylo současné území Kamerunu s přilehlými oblastmi německou kolonií se stejným názvem. Politický vývoj Kamerunu se vyznačuje značnou stabilitou. Na rozdíl od mnoha afrických zemí neprošel turbulentním obdobím rychlého střídání vládních režimů. Prvních 22 let (1960–1982) stál v čele země Ahmadou Ahidjo. Jeho vláda byla do značné míry nadetnická, ve vládě zasedali zástupci většiny významných etnických skupin a vláda se snažila sledovat deetnizované, pragmatické cíle. Přesto byl Ahidjo kritizován za protežování „severních baronů“. Přestože politický režim v tomto období nebyl demokratický (od roku 1966 zde vládla jediná povolená strana), nebývá považován za příliš represivní a pozitivně je hodnocena jeho stabilita. Politická změna proběhla v roce 1982 poté, co Ahidjo opustil nejvyšší státní funkci ze zdravotních důvodů. Vystřídal jej Paul Biya. Poté, co se jej v roce 1983 pokusili sesadit partyzáni ze severního Kamerunu blízcí Ahidjovi, musel Ahidjo odejít do exilu.
Za Ahidja se dal režim charakterizovat jako plebiscitní (tj. systém, kdy se vládní síly snaží obnovovat vlastní legitimitu konáním voleb s jedinou kandidátkou spolu s mobilizací širokých vrstev obyvatelstva k účasti ve volbách). Vládní strana měla masový charakter a existovaly zde významné patronsko-klientské vztahy. Případnou vnitrostranickou opozici Ahidjo omezoval častou a nepředvídatelnou rotací politických kádrů.
Biya vnesl do politiky značné změny. Od roku 1985 zavedl vnitrostranickou konkurenci v místních i parlamentních volbách (voliči tedy měli na výběr z více kandidátů, ovšem stále patřících k jediné povolené straně). Cílem tohoto relativně demokratického kroku však bylo především oslabit nižší patra mocenského žebříčku vzájemnou konkurencí Zároveň vnesl Biya do politiky výrazněji etnický faktor a začal ekonomicky a politicky zřetelně protežovat příslušníky svého vlastního (jižního) etnika Beti/Bulu. Politika v Kamerunu tak byla ve znamení soupeření jednotlivých klanů „betijské lobby“ o možnost ovládání státních podniků, které představovaly snadný zdroj osobního obohacování. Betiové ovládli i ozbrojené složky. Kamerun tak za Biyova režimu představoval klasickou africkou kleptokracii.
Demokratizační vlna přelomu 80. a 90. let zasáhla pochopitelně i Kamerun. Vícestranický systém nejprve Biya odmítal jako potenciálně nebezpečný – vyvolávající etnické konflikty. Vzhledem ke značné politické aktivizaci obyvatelstva zde proběhly masové protesty, především ochromující stávky. Na rozdíl od jiných afrických režimů v tomtéž období Biyův režim disponoval dostatečnou ekonomickou a tudíž i politickou silou, aby lépe odolával protestům. Biyovou strategií byla kombinace ústupků a následných represí, včetně střelby do protestujících. Biyovi se podařilo odmítnout svolání národní konference. Namísto konference zorganizoval k umlčení opozice narychlo volby. Opozice nebyla na volby připravena a nedisponovala ani zdaleka takovými zdroji jako vládní RDPC. Biya měl volné ruce k manipulaci voleb pomocí násilí a zastrašování i falšování jejich výsledků (především manipulací s volebními seznamy). V prezidentských volbách v roce 1992 byl Biya pochopitelně prohlášen vítězem. Svoji roli zde sehrály i vztahy s Francií. Francouzské dodávky zbraní a střeliva před volbami pomohly Biyovi v represích proti opozici a Francie již krátce po zjevně zmanipulovaných volbách uznala vítěze a poskytla Biyově vládě rozsáhlé úvěry. V podobném duchu se nesly i další volby v Kamerunu.
Biyovu udržení moci do značné míry napomohlo i chování opozice, která se konstituovala nejednotná a značně etnicky rozdělená. Navíc při volbách roku 1992 udělala kamerunská opozice chybu a volby bojkotovala.
V dalším období se Biya chytře snažil fragmentaci opozice podporovat mimo jiné i zavedením státní podpory nově registrovaným stranám. V roce 2000 tak v Kamerunu bylo registrováno přes 150 politických stran. Mimo to Biya běžně používal i osvědčené taktiky kooptace opozičních politiků. Moc se tak vládnímu režimu podařilo udržet zmanipulováním demokratizačního procesu za použití korupce, nátlaku, etnické mobilizace a dalších taktik rozdělujících opozici. Navíc si Biyův režim mohl být po celou dobu jistý loajalitou armády.
V polovině roku 2003 vláda zakročila proti řadě nezávislých médií, jejichž počet se v zemi začal rozrůstat po roce 2000. Mezinárodní organizace zabývající se svobodou tisku to označily za účelové omezení opozičních hlasů před blížícími se volbami.
Opozici se nepodařilo postavit v prezidentských volbách v říjnu 2004 jednotného kandidáta. Biya získal přes tři čtvrtiny hlasů a získal mandát pro další sedmileté období. Mezinárodní pozorovatelé hodnotili provedení voleb jako uspokojující, přes řadu problémů v organizaci, zvláště při registraci voličů.
Politické rozpory jsou v Kamerunu velmi složité. Prolíná se zde rozdělení na frankofonní a anglofonní (trvale marginalizovanou) část země a také rozpory mezi tradičními etniky (tradičně rozpor sever – jih). Jsou zde jasně vymezené geoetnické hranice a politické strany jsou organizovány na etnickém a regionálním základě. Jednotlivé strany přitom neusilují o demokratizaci země samu o sobě, mnohem spíše je jejich existence vysvětlitelná teorií soupeření o zdroje. Politická změna by tak přinesla spíše jen změnu dominantní skupiny obyvatelstva, než principiální změnu vylučování ostatních skupin z politického a ekonomického života.

## Státní symboly

### Vlajka
Kamerunská vlajka je trikolóra o poměru stran 2:3 se svislými pruhy v panafrických barvách - zelené, červené a žluté – se žlutou pěticípou hvězdou uprostřed červeného pole.

### Znak
Kamerunský státní znak je tvořen zeleno-zlatým polceným štítem (heraldicky levé pole je zlaté, pravé je zelené) s červenou špicí. V červeném poli je v horní části zlatá, pěticípá hvězda, pod ní je modrá silueta kamerunské mapy. Přes mapu je položen černý meč a černé, rovnoramenné váhy spravedlnosti s bílými miskami. Za štítem jsou dva zlaté, zkřížené liktorské svazky se stříbrnými sekerami se zlatými topůrky. Nad štítem je do oblouku  francouzské motto PAIX • TRAVAIL • PATRIE, pod ním totéž motto (menším písmem) v angličtině PEACE • WORK • FATHERLAND (česky Mír, práce, vlast). Pod štítem je do oblouku zlatá stuha s černým anglickým názvem státu REPUBLIC OF CAMEROON a pod ním (větším písmem) ve francouzštině RÉPUBLIQUE DU CAMEROUN (česky Kamerunská republika).

### Hymna
Kamerunská hymna je píseň
Chant de Ralliement (anglicky The Rallying Song, česky Píseň jednoty), známá též jako O Cameroun berceau de nos ancêtres (anglicky O Cameroon, Cradle of Our Forefathers, česky Ó Kamerune, kolébko našich předků). Hudbu složil René Djam Afame a na textu spolupracoval se Samuelem Minkio Bambou a Moïse Nyatte Nko'o.

## Geografie

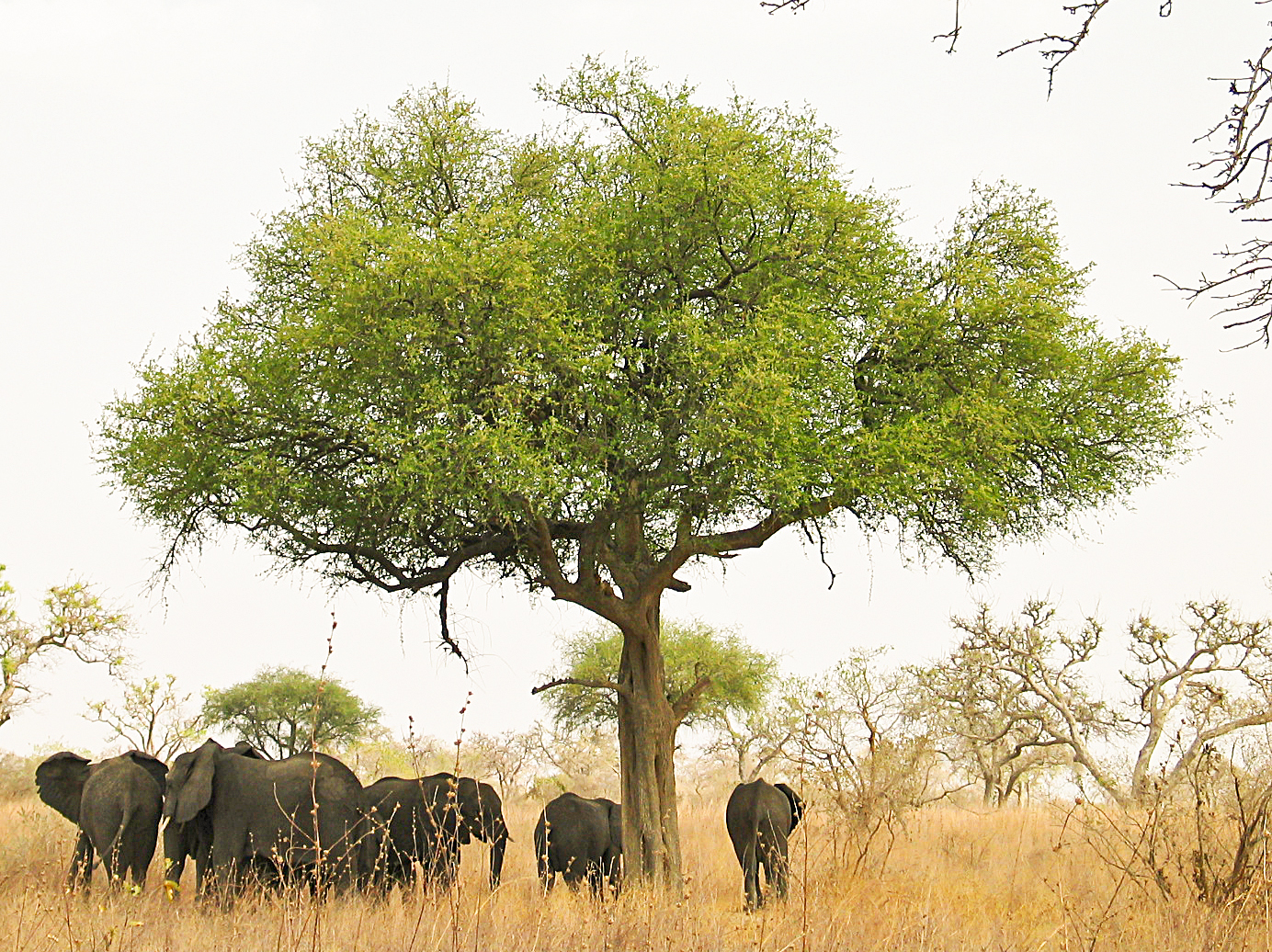
Sloni v národním parku Waza.

Se 475 442 čtverečními kilometry je Kamerun 53. největší zemí na světě. Je o něco větší než Švédsko a srovnatelný co do rozlohy s Papuou Novou Guineou. Země se nachází ve střední Africe u zátoky Bonny (Biafra), která je součástí Guinejského zálivu Atlantského oceánu. Sousedí na severozápadě s Nigérií (nejdelší hranice), na severovýchodě s Čadem, na východě se Středoafrickou republikou, a na jihu (od východu) s Republikou Kongo, Gabonem a Rovníkovou Guineou. Ostrov Bioko, patřící také Rovníkové Guineje, je od kamerunského pobřeží vzdálen asi 35 km.
Povrch Kamerunu je pestrý a členitý. Určující geomorfologickou strukturou jsou Kamerunské hory, vulkanická linie táhnoucí se podél hranice s Nigérií a pokračující řadou sopečných ostrovů v Guinejském zálivu. Přímo na pobřeží se zvedá nejvyšší hora státu a celé střední Afriky, obří sopka Mount Cameroon (Kamerunská hora, 4095 m). Jinak je pobřeží ploché a nížinaté, ale cca 100 km od moře se strmě zvedá, na severu do zmíněných Kamerunských hor a na východě do zarovnané Jihoguinejské vysočiny, vyplňující celý jihovýchod státu. Ta na severu přechází do výše položené Adamauské vysočiny, která pak klesá do rozlehlého údolí horní Benue. Severním výběžkem pak Kamerun zasahuje do Čadské pánve, klesající až k jezeru Čad.
Z hydrologického hlediska je Kamerun významnou rozvodnou oblastí, prakticky všechny jeho řeky zde i pramení. Nejdelší tok ležící celý v Kamerunu je Sanaga, odvodňující centrální území a ústící do moře jižně od Doualy. Jihovýchod státu náleží skrze Sangu do povodí Konga. Severozápad je odvodňován řekou Benue do Nigeru a severovýchod řekou Logone do bezodtokého Čadského jezera.

### Největší města
- Douala – 1,338 mil. obyv. – hlavní přístav a bývalé hlavní město kolonie
- Yaoundé – 1,299 mil. obyv. – hlavní město (od roku 1946)
- Garoua – 437 000 obyv. – provinční středisko na severu
- Kousséri – 436 000 obyv. – pohraniční předmostí čadské metropole N'Djameny
- Bamenda – 394 000 obyv. – provinční středisko na severozápadě
- Maroua – 320 000 obyv. – provinční středisko severního výběžku
- Baffoussam – 291 000 obyv. – provinční středisko na západě[15]

## Politika

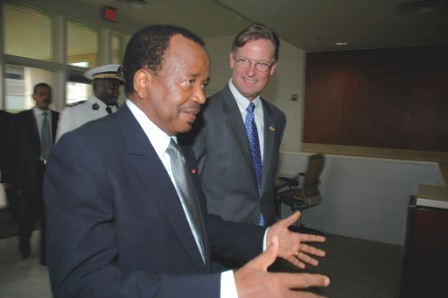
Prezident Paul Biya a americký ambasádor R. Niels Marquardt, 16. února 2006.

Hlavní vliv ve státě má prezident Paul Biya a to už od roku 1982. Předsedou vlády je Pieter Musonge Mafari (od roku 1996). Zákonodárným sborem je Národní shromáždění, které má 180 míst. V zemi působí asi 4 významné politické strany. Jihozápadní část země (anglicky mluvící; mezi lety 1922–1961 jižní část Britského Kamerunu) usiluje o odtržení a připojení k Nigérii, což Nigérie silně podporuje.

### Přehled nejvyšších představitelů
1. 1. 1960 – 5. 5. 1960 – Ahmadou Babatoura Ahidjo – šéf státu; UC
5. 5. 1960 – 6. 11. 1982 – Ahmadou Babatoura Ahidjo – prezident; UC, UNC
od 6. 11. 1982 – Paul Biya – prezident; UNC, RDPC
6 .4. 1984 – 7. 4. 1984 Issa Adoum – prezident; vzbouřenecký

### Zahraniční vztahy
Kamerun je z historických důvodů členem jak Commonwealthu, tak Frankofonie. Jeho zahraniční politika pozorně sleduje svého hlavního spojence Francii, někdejšího koloniálního vládce většiny jeho území. I ohledně své obrany Kamerun spoléhá na Francii, i když vojenské výdaje jsou v porovnání s ostatními sektory vlády vysoké. Prezident Biya měl střet s nigerijskou vládou ohledně držení poloostrova Bakassi bohatého na ropu (vyřešen dohodou z Greentree) a s gabonským prezidentem Omar Bongem jako rivalem.

### Armáda

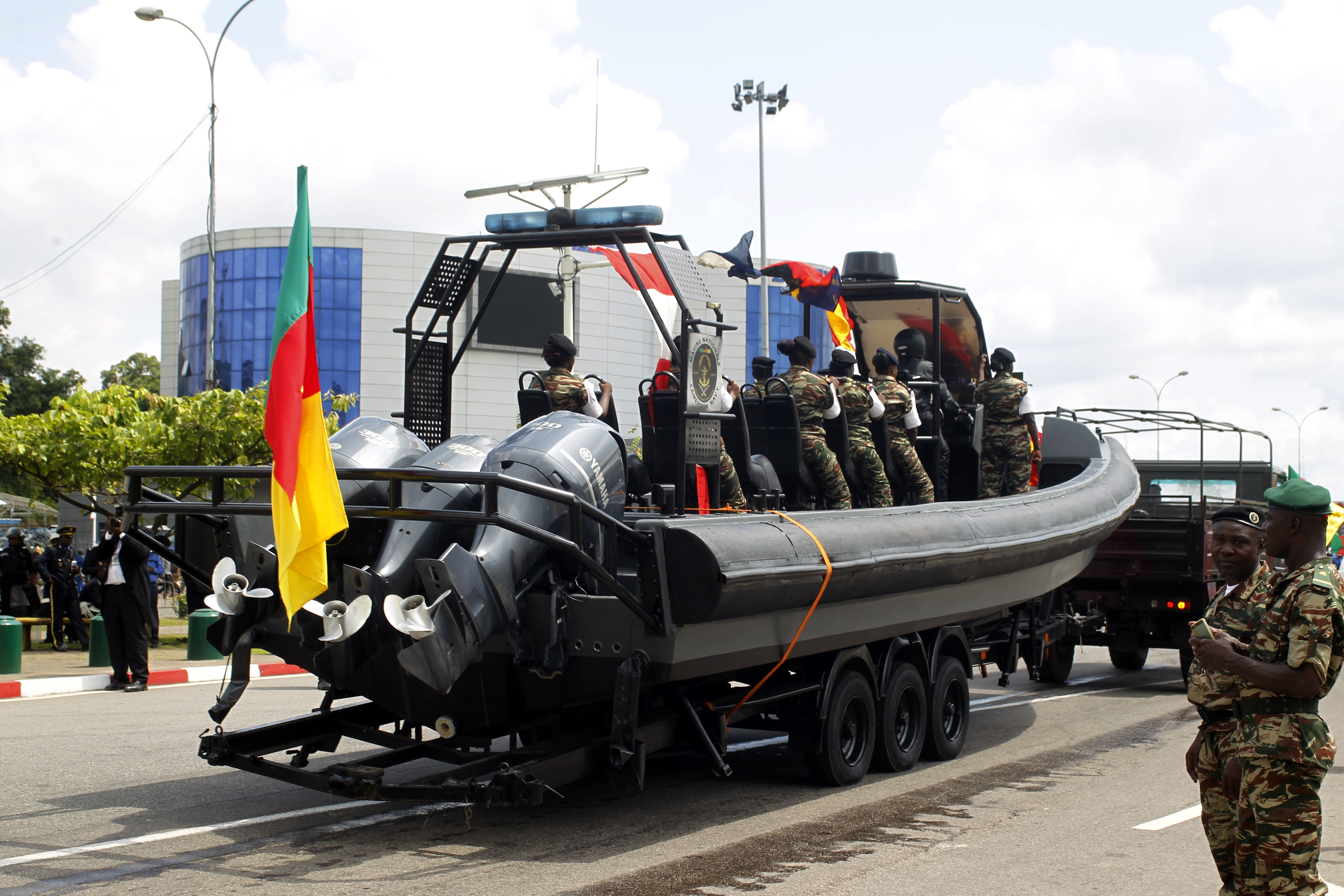
Vojenská vozidla během přehlídky

Kamerunské ozbrojené síly (francouzsky Forces armées camerounaises, FAC) se skládají z armády země (Armée de Terre), námořnictva země (Marine Nationale de la République (MNR), zahrnuje námořní pěchotu), kamerunského letectva (Armée de l'Air du Cameroun, AAC) a četnictva.
Vojenskou službu mohou vykonávat muži a ženy ve věku od 18 do 23 let, kteří absolvovali střední školu. Ti, kteří nastoupí, jsou povinni absolvovat čtyřletou službu. V Kamerunu neexistuje branná povinnost, ale vláda pravidelně vyhlašuje výzvy k dobrovolníkům.

### Administrativní dělení

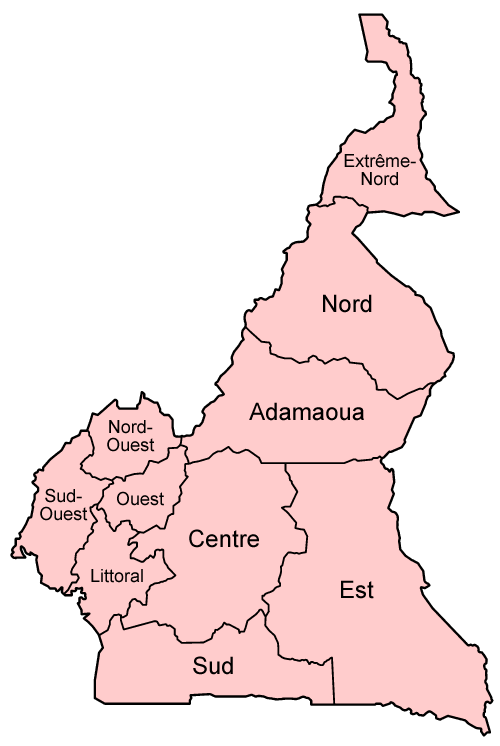
Provincie Kamerunu

| Název regionu (fr./ang.)   | Sídlo správy | Rozloha | Počet obyvatel (2007) |
| -------------------------- | ------------ | ------- | --------------------- |
| Adamaoua/Adamawa           | Ngaoundéré   | 63 691  | 838 689               |
| Est/East                   | Bertoua      | 109 011 | 875 949               |
| Ouest/West                 | Bafoussam    | 13 872  | 2 269 136             |
| Littoral                   | Douala       | 20 239  | 2 294 540             |
| Nord/North                 | Garoua       | 65 576  | 1 409 445             |
| Extrême-Nord/Extreme North | Maroua       | 34 246  | 3 142 883             |
| Nord-Ouest/Northwest       | Bamenda      | 17 810  | 2 095 538             |
| Centre (Kamerun)           | Yaoundé      | 68 926  | 2 797 212             |
| Sud-Ouest/Southwest        | Buea         | 24 471  | 1 419 269             |
| Sud/South                  | Ebolowa      | 47 110  | 633 082               |

## Ekonomika
Hospodářská výkonnost klesá, mezi lety 1991 a 1997 kleslo HDP na hlavu o 200 USD na 600 USD, tento trend pokračuje i nyní.[zdroj⁠?!] Dvě třetiny pracujících je zaměstnáno v zemědělství, vyváží se hlavně ropa a zemědělské produkty. Dováží se spotřební zboží a to hlavně z frankofonních evropských zemí. V zemi se platí CFA frankem.

## Obyvatelstvo
Většina obyvatel mluví francouzsky, na severozápadě země žije anglofonní menšina (v severozápadním a jihozápadním regionu), která je častokrát v opozici a má vlastní politickou stranu. Kamerunci se dělí do mnoha kmenů, z nichž žádný nemá více než 20% podíl na počtu obyvatel země. Asi 40 % obyvatel se hlásí ke katolickému a asi 30 % k protestantskému křesťanství, následují muslimové (20 %) a animisté (6 %).

## Kultura

### Sport

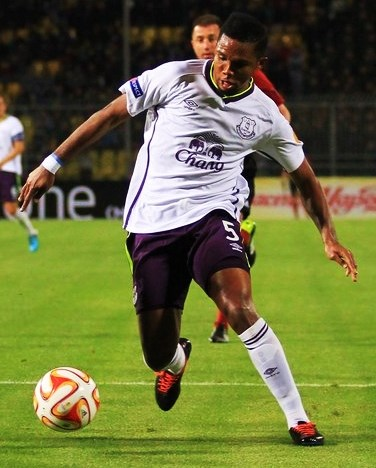
Samuel Eto'o

Nejpopulárnějším sportem v zemi je fotbal. Kamerunská fotbalová reprezentace, přezdívaná „lvi“, patří k nejúspěšnějším na africkém kontinentu. Byla prvním africkým národním týmem v historii, kterému se podařilo probojovat do čtvrtfinále mistrovství světa, na šampionátu v Itálii roku 1990. Jde o dosud nejlepší výsledek jak Kamerunu, tak jakéhokoli týmu z Afriky, který byl prozatím jen dvakrát vyrovnán (Senegalem a Ghanou). Hvězdou tehdejšího týmu byl Roger Milla, veterán, jenž byl vyhlášen již v roce 1976 africkým fotbalistou roku a v roce italského šampionátu se v této anketě po čtrnácti letech vrátil na trůn. Roku 2000 Kamerunci rovněž vyhráli olympijský fotbalový turnaj v Sydney, jako druzí Afričané po Nigérii. Největší hvězdou tohoto týmu byl Samuel Eto'o, trojnásobný vítěz Ligy mistrů UEFA (dvakrát s Barcelonou, jednou s Interem Milán) a čtyřnásobný vítěz ankety Africký fotbalista roku, z let 2003, 2004, 2005 a 2010. V této anketě triumfovala ostatně řada dalších kamerunských fotbalistů, vedle Milly a Eto'a i Thomas N'Kono, Jean Manga-Onguéné, Théophile Abega a Patrick M'Boma. Ze všech afrických národů jsou Kamerunci v této anketě nejúspěšnější. V Evropě se prosadil například i Geremi Njitap, v současnosti jsou to Vincent Aboubakar či Eric Maxim Choupo-Moting. Pětkrát se kamerunská reprezentace radovala ze zisku Afrického poháru národů, tedy z vítězství v kontinentálním mistrovství (1984, 1988, 2000, 2002, 2017).
Ostatní kolektivní sporty nejsou tak oblíbené, nicméně basketbalisté, basketbalistky, házenkáři i házenkářky dosáhli na stříbro z kontinentálních mistrovství, volejbalisté a volejbalistky pak mistrovství Afriky dokonce dvakrát vyhráli. 
Kamerun se zúčastňuje olympijských her od roku 1964. Má na svém kontě tři zlaté medaile, jednu zajistili výše zmínění fotbalisté, druhé dvě pak jediná žena – trojskokanka Françoise Mbangová Etoneová, která vyhrála olympijský závod v Athénách roku 2004 i v Pekingu roku 2008 (od roku 2011 reprezentovala Francii). Vůbec první medaili, stříbrnou, přivezl z olympiády v Mexiku roku 1968 boxer Joseph Bessala. V roce 2002 se Kamerun poprvé zúčastnil i zimních her.